# بروبنسيلين
بروبنسيلين أو بروبنسيللين Propicillin البروبيسيلين هو دواء شبه صناعي، مستقرة الحمضية، من مشتقات البنسلين لديه نشاط مضاد للبكتريا. البروبيسيلين يرتبط ويثبط نشاط البنسلين ملازم البروتينات (PBP) الموجود على الغشاء الداخلي لجدار الخلية البكتيرية.

## الزمرة الدوائية
مضاد حيوي من زمرة البنسلينات. من الصادات الحساسة للبيتا لاكتاماز.

## الاسم العلمي وفقاً لـIUPAC
(2S,5R,6R)-3,3-dimethyl-7-oxo-6-[(2-phenoxybutanoyl)amino]-4-thia-1-azabicyclo[3.2.0]heptane-2-carboxylic acid

## الصيغة الكيميائية
C18H22N2O5S 

## الوزن الجزيئي
378.44268 غ/مول

## آليه عمله
يعتبر من مضادات الجراثيم المخربة للجدار الخلوي الجرثومي والتي هي من الصادات الرئيسية التي تثبط تركيب جدار الخلية الجرثومية، وتسمى بيتا لاكتام لامتلاكها الحلقة الرباعية بشكل شائع في جميع أفرادها. نجد انه يقوم بمنع تركيب الجدار الخلوي الجرثومي.